# Brna
Koordinati:   42°54′28″N, 16°51′44″E
Brna je manjše naselje in pristanišče na južni obali otoka Korčule. Sprva je bilo v Brni pristanišče namenjeno večjemu naselju Smokvica, ki leži približno 4 km v notranjosti otoka. V neposredni bližini Brna se nahaja zaliv Istruga z zdravilnim muljem. Pred obalo med krajema Brna in Prižba se nahaja niz malih otokov: Vrhovnjak, Crklica, Stupa, Otočac in Sridnjak
Izleti: v notranjost otoka  proti Smokvici in Čaru, kjer prideljujejo kvalitetno vino Pošip.